# ديك فولر
ديك فولر هو قاضي ومحامي وسياسي كندي، ولد في 12 أبريل 1932 في كندا، وتوفي في 8 يوليو 2012 في ألبرتا في كندا. حزبياً، نشط في الرابطة التقدمية المحافظة في ألبرتا ‏. وقد انتخب عضو الجمعية التشريعية ألبرتا.